# Рылло, Максимилиан Станислав
Максимилиан Станислав Рылло (пол. Maksymilian Stanisław Ryłło, 31 декабря 1802, Подороск Волковысского уезда Гродненской губернии―17 июня 1848, Хартум) ― католический миссионер на Ближнем Востоке и в Африке, философ, археолог.

## Биография
Родился в деревне на Гродненщине в обедневшей шляхетской семье. В 1817 году окончил школу в деревне Лысково Пружанского уезда, затем Полоцкую иезуитскую академию, получив степень магистра философии. В 1820 году поступил на медицинский факультет Виленского университета. В связи с запрещением в Российской империи деятельности иезуитов, уехал в Рим, где в 1824—1826 и в 1830—1834 гг. продолжил учёбу в Папском Григорианском университете, изучая философию и теологию. Получил звание профессора философии. Преподавал в иезуитских школах.

## Миссионерская деятельность
В 1836 году отправился в Ливан для изучения возможности объединения церквей и открытия католической академии на Ближнем Востоке. Как инспектор Ватикана, посетил Малую Азию. В январе 1837 года в Иерусалиме встретился с польским поэтом Юлиушем Словацким, некоторое время они путешествовали вместе. В апреле 1837 года Максимилиан Рылло посетил Дамаск, Багдад, Мосул и Ниневию. Наряду со встречами с представителями восточных церквей, проводил археологические изыскания.
В конце 1837 года вернулся в Рим, где сделал обстоятельный доклад папе Григорию XVI о религиозной ситуации на Ближнем Востоке, представил проект молодёжного католического коллегиума с росписью расходов на его содержание.
В 1839—1841 гг. возглавлял иезуитскую миссию в Сирии, основал в Бейруте учебное заведение ― Collegium Asiaticum, с различными учебными классами, типографией и музеем. Там обучалось более 100 юношей. В 1875 году заведению дан статус университета св. Иосифа.
В 1841—1843 гг. миссионер на Мальте, где организовал католическую школу для мальчиков. В 1843—1844 гг. проповедник на Сицилии.
В 1844—1846 гг. ректор Римского коллегиума (Collegium Urbanum) Конгрегации пропаганды веры. В 1846 году назначен папой Пием IX апостольским викарием Центральной Африки в столице Судане ― городе Хартум.
В 1848 году совершил путешествие в Каир и Александрию. Русский путешественник Е. П. Ковалевский, встречавшийся в Хартуме с Рылло, отмечал его эрудицию, в частности, хорошее знание русской литературы.
Максимилиан Станислав Рылло умер во время миссионерской поездки, похоронен на местном кладбище в Хартуме, в 1899 году останки перенесены в Каир на тамошнее католическое кладбище.

## Научная деятельность
Первым из исследователей ознакомился с остатками древнего Вавилона, подарив музею Ватикана коллекцию археологических находок. В 1837 году избран в папскую археологическую академию и Ориентологическое товарищество Франции.
Опубликовал комментарии к книге основателя Ордена иезуитов Игнатия Лойолы «Духовные упражнения», «Exercitia Spiritualia»).